# Viscosité cinématique
La viscosité cinématique est le quotient de la viscosité dynamique par la masse volumique du fluide.
La viscosité cinématique s'exprime en mètres carrés par seconde (m2/s ou m2 s−1) dans le Système international (SI).

## Unités
Dans le Système international (SI), la viscosité cinématique s'exprime en mètres carrés par seconde (m2/s ou m2 s−1).
Dans le système CGS elle s'exprimait en stokes, de symbole St (1 St = 1 cm2/s = 10−4 m2/s). Le stokes est tombé en désuétude, mais on utilise encore l'un de ses sous-multiples, le centistokes :
1 cSt = 10−2 St = 10−6 m2/s = 1 mm2/s.

## Exemple
Pour le gazole, la viscosité cinématique maximale doit être de 9,5 cSt à 20 °C, cela veut dire que ce gazole est 9,5 fois plus visqueux que l'eau.

## Mesure de la viscosité
Il existe plusieurs sortes de viscosimètres. Le plus utilisé est le viscosimètre Engler, dont l'unité de mesure est le degré Engler.
Il existe également des tables de correspondance entre les différentes unités de viscosité : degrés Engler en degrés Saybolt, en centistokes, en SGS OGC, en secondes Saybolt Universal.
Comme cette propriété n'est pas linéaire, afin de la rendre linéaire dans l'optimisation des programmes linéaires, on remplace les valeurs de viscosité par des indices linéaires.

## Formule
Coefficient de viscosité cinématique :
{\displaystyle \nu ={\mu  \over \rho }}
Dans cette équation :
- {\displaystyle \nu } est le coefficient de viscosité cinématique, exprimé en mètres carrés par seconde (m2/s) ;
- {\displaystyle \mu } (ou {\displaystyle \eta }) est le coefficient de viscosité dynamique. Il caractérise l'aptitude du fluide à s'écouler et s'exprime en pascals-secondes (Pa s) ;
- {\displaystyle \rho } est la masse volumique du fluide, en kilogrammes par mètre cube (kg/m3).

## Valeurs caractéristiques
Ci-dessous quelques valeurs couramment utilisées :
| Substance | Température [°C] | {\displaystyle \nu } [m2⋅s−1] |
| --------- | ---------------- | ----------------------------- |
| Eau       | 20               | 1,007 × 10−6                  |
| Eau       | 25               | 0,884 × 10−6                  |
| Eau       | 50               | 0,556 × 10−6                  |
| Air       | 25               | 15,6 × 10−6                   |